# Митцлафф, Ребекка фон
Ребекка фон Митцлафф (нем. Rebecca von Mitzlaff, также известна как Ребекка Моссельманн (нем. Rebecca Mosselmann)) — немецкая актриса.

## Биография
Родилась в 1981 году в Людвигсбурге, что в земле Баден-Вюртемберг. Живёт с родителями в Берлине. Вместе с Дианой Амфт в марте 2002 года участвовала в немецком телевизионном ток-шоу TV Total, ведущего Штефана Рааба. По её словам она имеет рост 173 см., зелёно-карие глаза и светло-каштановые волосы, она хорошо владеет английским языком, но также есть базовые знания французского.

## Фильмография
| Год  |   | Русское название       | Оригинальное название                        | Роль   |
| ---- | - | ---------------------- | -------------------------------------------- | ------ |
| 2000 | ф | Алиби                  | Das Alibi                                    |        |
| 2002 | ф | Новые муравьи в штанах | Knallharte Jungs                             | Сильке |
| 2004 | ф | Короли скорости        | Abgefahren – Mit Vollgas in die Liebe        |        |
| 2004 | ф | Сумасшедшие гонки 2    | Crazy Race 2 – Warum die Mauer wirklich fiel |        |

Также сыграла в короткометражном фильме Wir lieben Kino — U-Bahn (рус. Мы любим кино — Метро), режиссёра Хендрика Хёльцманна (нем. Hendrik Hölzemann).